# 青空 (cuneの曲)
「青空」（あおぞら）は、cuneのメジャー・デビュー後の4thシングルである。

## 収録曲
作詞・作曲:小林亮三
1. 青空（4:54）[1]
編曲:cune・亀田誠治
テレビ神奈川『saku saku』 2003年7月度エンディングテーマ
2. SUNDAY（4:10）[1]
編曲:cune・佐久間正英

## 収録アルバム
- ナナイロスマイル (#1)
- BEST 1999-2004 (#1)
- B-side collection (#2)